# Caetani

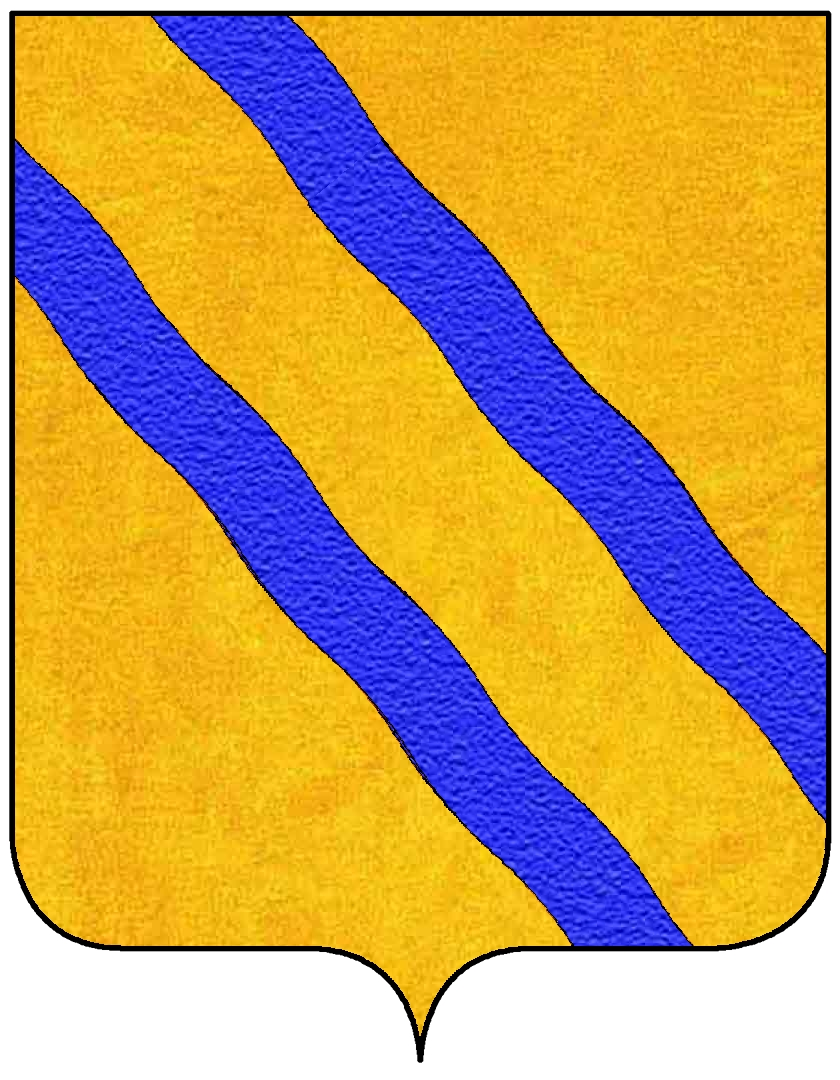
Znak rodu Caetani.

Caetani, též Gaetani, Cajetani je jméno prastaré italské šlechtické rodiny, která se řadila mezi nejvýznamnější rody Říma a Pisy. Z rodiny pocházeli dva papežové a mnoho kardinálů.

## Historie
První záznamy o rodině pochází již z roku 917, kdy římský císař jmenoval jistého Joannese vévodou v Gaetě. Rodina si nad městem udržela nadvládu až do 12. století, kdy byl jeho potomek Joannes V. sesazen po normanské invazi. Již v této době se rodina poměrně komplikovaně rozvětvila do několika větví, z nichž jedna žila v hraběcím stavu na Sicílii a vymřela osobou hraběte Alexandra roku 1823, další větev se přesunula do Pisy. Jiná větev žila v římském Laziu. Dne 24. ledna 1118 byl Jan z Gaety zvolen papežem a přijal jméno Gelasius II. Pro církev byl jeho roční pontifikát nepříliš důležitý, ovšem pro rodinu byl klíčový. Zařadila se tak mezi přední římské rody a 24. prosince 1294 byl za papeže zvolen i její další člen – Benedetto Caetani, který přijal jméno Bonifác VIII. Během 14. a 15. století se rodinné zájmy v Římě skřížily se zájmy rodiny Colonnů, což vedlo k tvrdým bojům. V roce 1500 byla velká část rozsáhlého majetku rodiny Caetani zabavena papežem Alexandrem VI., který jej věnoval své dceři Lucrezii, později tento majetek získala rodina zpět.
Rodina získala během své historie velké množství nejrůznějších titulů a rozvětvila se do mnoha větví, z nichž většina vymřela v 19. či 20. století. Do dnešní doby se dožily pouze boční větve rodu.
Jelikož byla rodina příbuzná s většinou významných římských rodů, tak je nepřímo příbuzná i s řadou dalších papežů. Například Pavel III., rodným jménem Alessandro Farnese, měl za matku Giovannu Caetani.

## Papežové
- Gelasius II.
- Bonifác VIII.

## Kardinálové
V závorce rok jmenování
- Giovanni Caetani (1082), papežem 1118
- Benedetto Caetani (1281), papežem 1294
- Francesco Caetani (1295)
- Giacomo Tomasi Caetani (1295)
- Giacomo Caetani Stefaneschi (1295)
- Antonio Caetani (1402)
- Niccolò Caetani (1536)
- Enrico Caetani (1585)
- Bonifazio Caetani (1606)
- Antonio Caetani (1621)
- Luigi Caetani (1626)

## Místokrálové Sicílie
- Corrado Caetani (1256-1266)
- Pietro Caetani (1449-1452)

## Příbuzné rody
Colonna, Orsini, Conti, Farnese, Pola, Štaufové, Sforzové a další.